# Myrmeleon caninus
Myrmeleon caninus là một loài côn trùng trong họ Myrmeleontidae thuộc bộ Neuroptera. Loài này được Fabricius miêu tả năm 1793.